# Une place au soleil (téléfilm)
Pour les articles homonymes, voir Une place au soleil.
Une place au soleil (Framed) est un téléfilm américain réalisé par Daniel Petrie Jr., qui est d'abord sorti en vidéo en juillet 2002 en Argentine, puis diffusé aux États-Unis le 13 avril 2003 sur TNT.

## Synopsis
Mike Santini, policier à New York, arrête un jour un gangster du nom d'Eddie, qui révèle au cours d'un interrogatoire les noms des chefs de son réseau. Mike devra rapidement protéger Eddie de ces derniers, bien décidés à le faire taire...

## Fiche technique
- Réalisation : Daniel Petrie Jr.
- Scénario : Daniel Petrie Jr. et Lynda La Plante
- Société de production : Sobini Films et Anglia Television
- Pays d'origine : États-Unis
- Genre : Film d'action

## Distribution
- Rob Lowe (VF : Emmanuel Curtil) : Mike Santini
- Sam Neill (VF : Michel Papineschi) : Eddie Meyers
- Alicia Coppola (VF : Laurence Charpentier) : Lucy Santini
- Janette Wright (VF : Perrette Pradier) : Joan
- Dorian Harewood (VF : Jean-Paul Pitolin) : George Adams
- Stewart Bick (VF : Guy Chapelier) : Daniel Cole
- Deborah Grover (VF : Anne Jolivet) : Mme Ashton
- Jennifer Ratray (VF : Pascale Jacquemont) : Journaliste TV